# Auvelais
Auvelais is een dorp in de Belgische provincie Namen en een deelgemeente van Sambreville. Het dorp ligt in een meander van de Samber.
De gemeente Auvelais ontstond in 1809 door de fusie van Auvelais-le-Comté en Auvelais-le-Voisin. In 1887 werd Arsimont dan weer een zelfstandige gemeente door afscheiding van Auvelais. Na de gemeentelijke fusies van 1977 werd Auvelais de hoofdplaats van de nieuw gevormde fusiegemeente Sambreville.

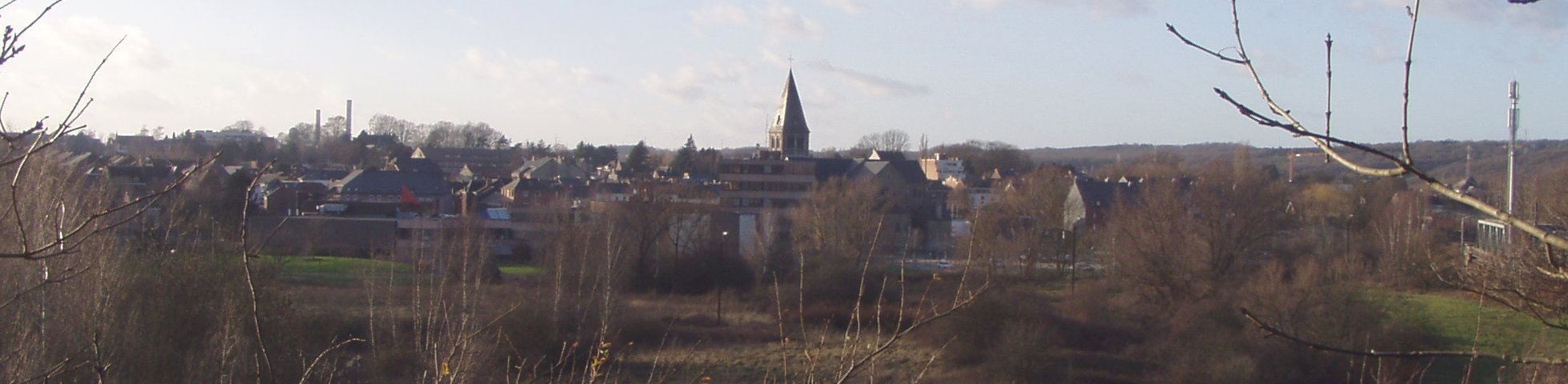
Dorpscentrum Auvelais

## Bezienswaardigheden
- In het centrum staat de neoromaanse Église Saint-Victor uit 1911. In het noordelijke deel van het dorp, ten noorden van de Samber, staat de Église Saint-Barbe.
- Het Frans militair kerkhof, met Franse gesneuvelden uit de Eerste Wereldoorlog. Op het kerkhof staat een Bretoense vuurtoren als monument.

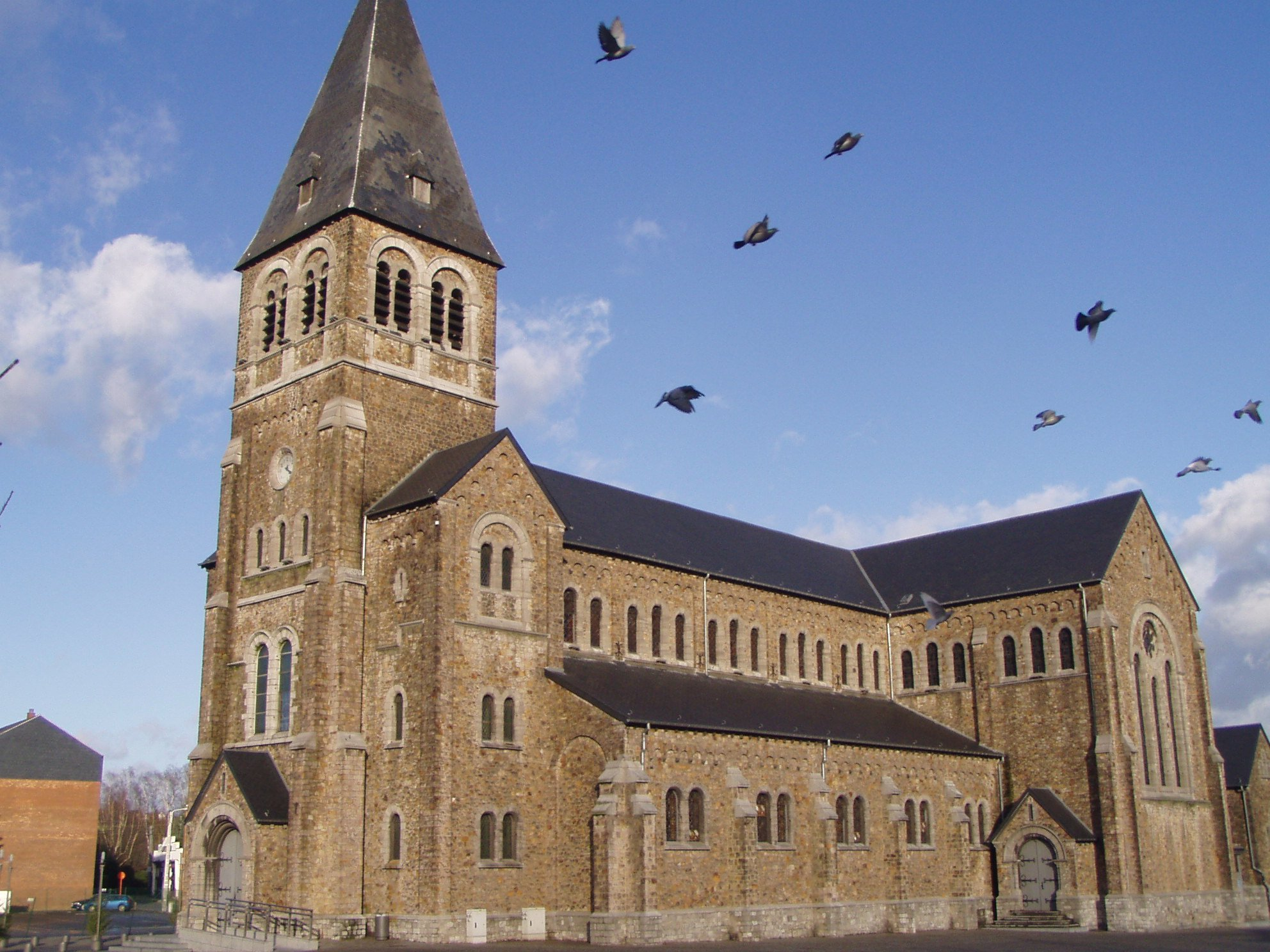
Église Saint-Victor
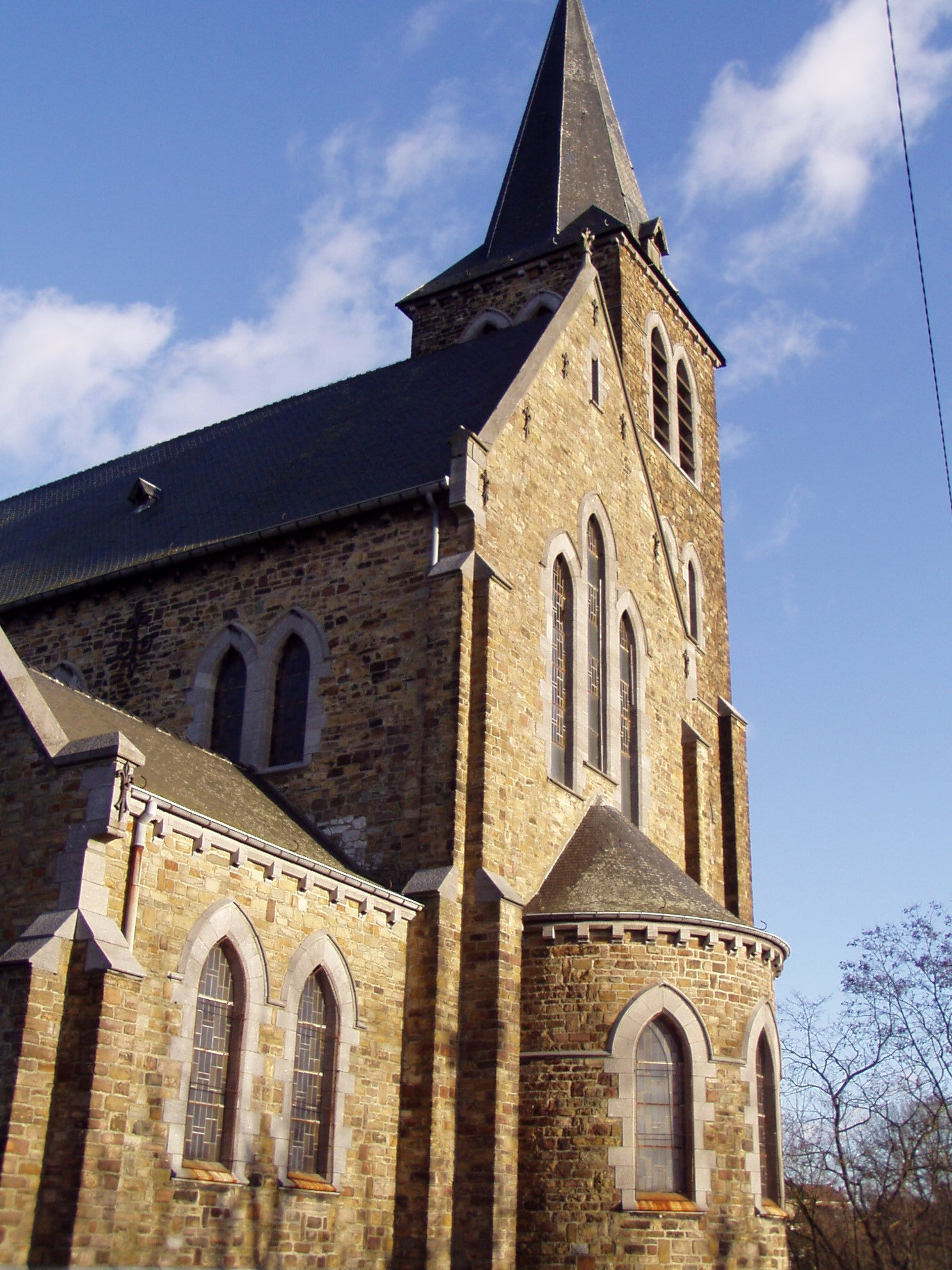
Église Saint-Barbe
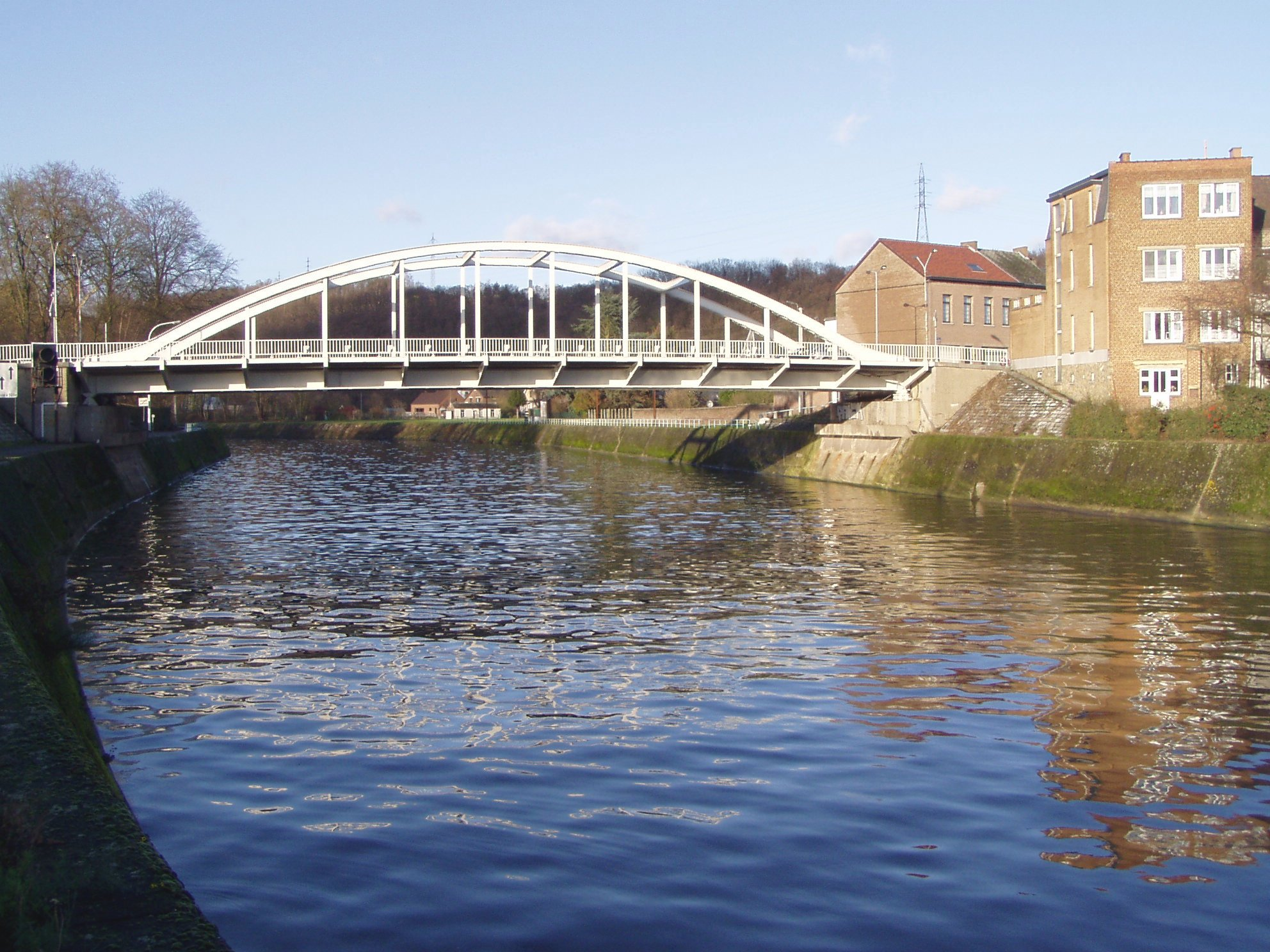
Brug over de Samber
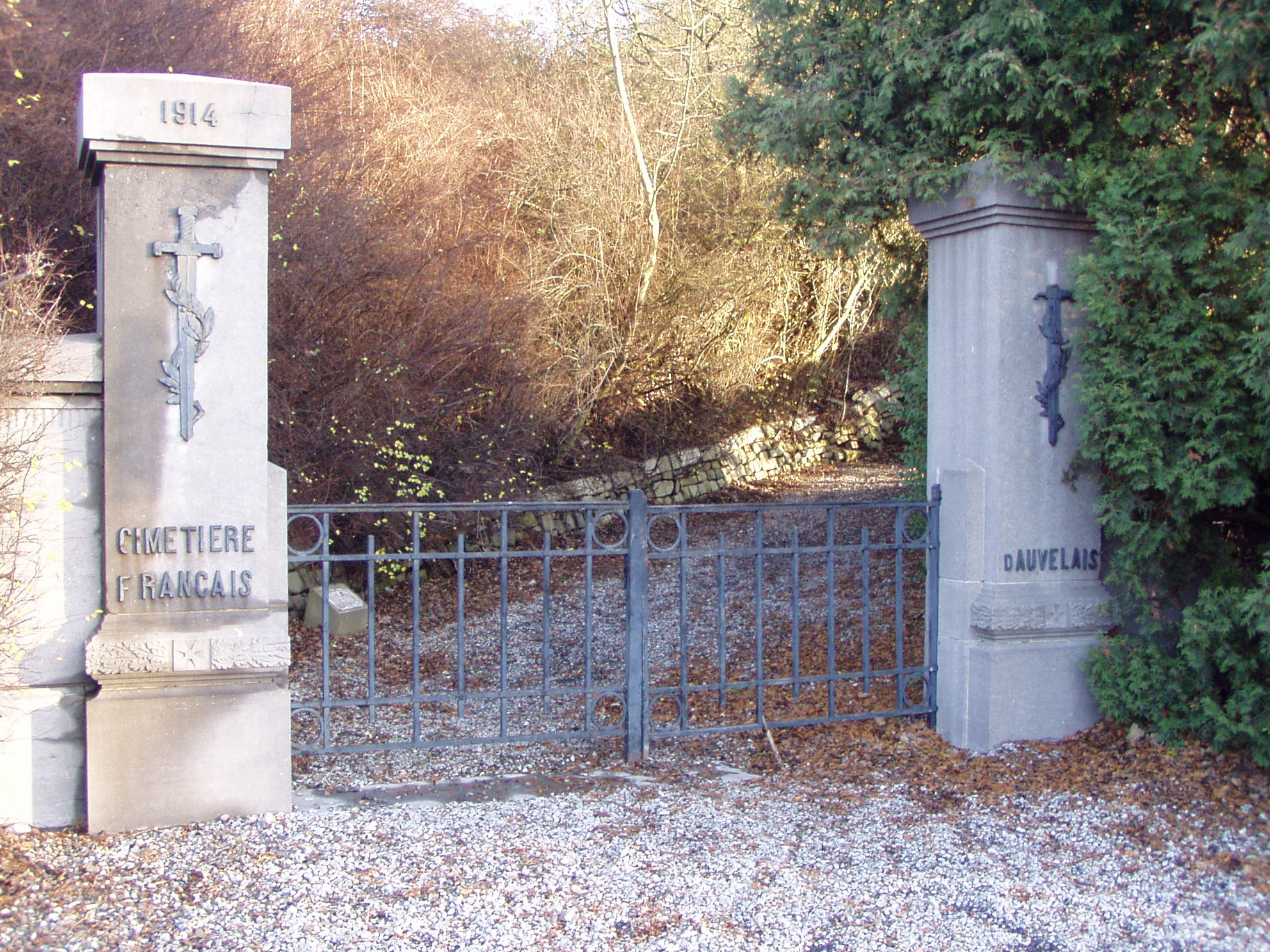
Ingang Cimetière Français d'Auvelais
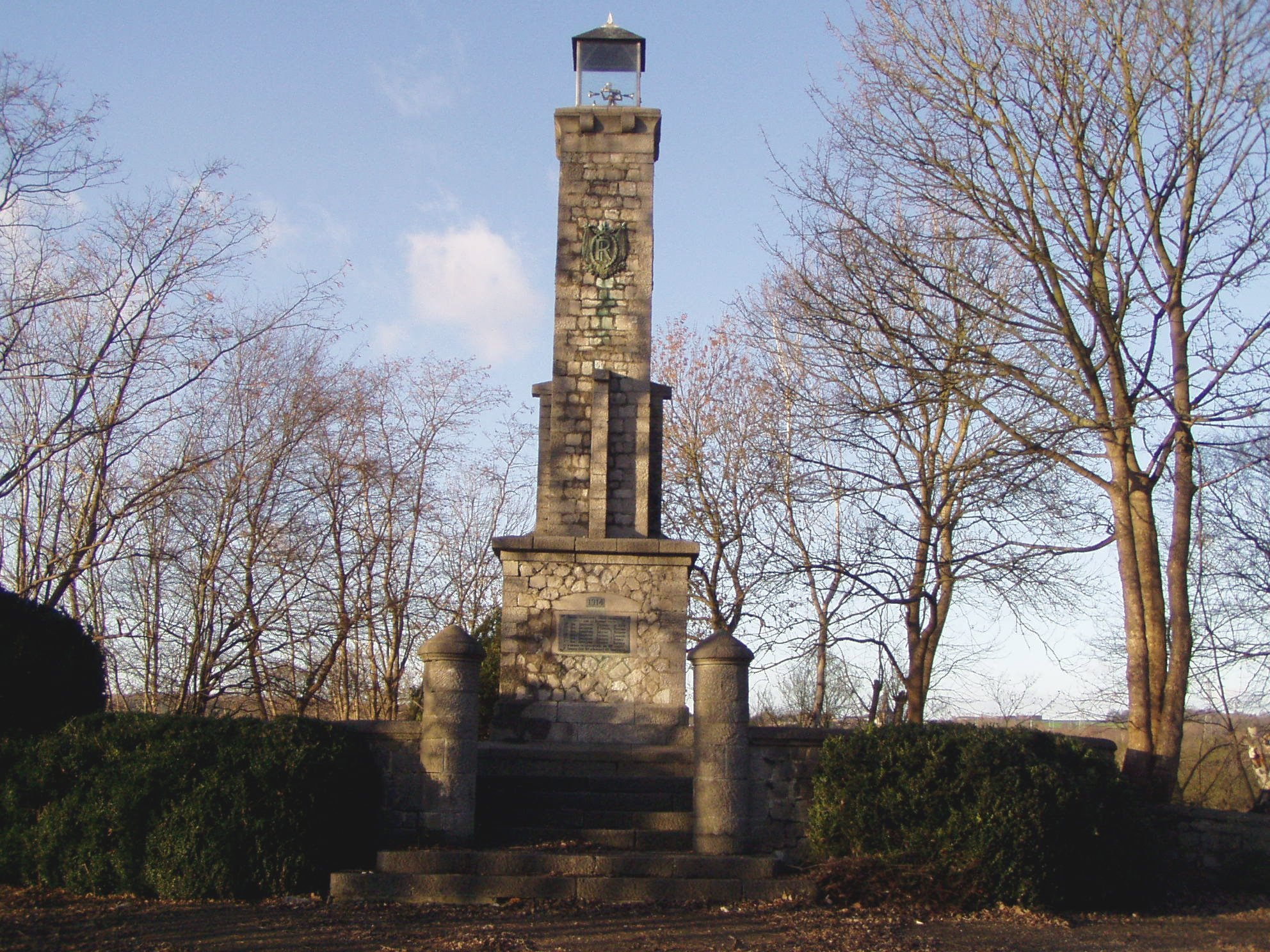
Bretonse vuurtoren

## Demografische ontwikkeling
- Bron: NIS; Opm:1831 t/m 1970=volkstellingen; 1976=inwoneraantal op 31 december
- 1890: Afscheiding van Arsimont in 1887 (4,17 km² met 1381 inwoners) dat een zelfstandige gemeente werd

## Bekende inwoners
- Louis Petit (1862-1914), volksvertegenwoordiger en burgemeester
- Yves de Wasseige (1925-2021), senator
- Christophe Rochus (1978), tennisser
- Olivier Rochus (1981), tennisser
- Kevyn Ista (1984), wielrenner

Deelgemeenten: Arsimont · Auvelais · Falisolle · Keumiée · Moignelée · Tamines · Velaine

Belgische gemeenten · Arrondissement Namen · Namen · Wallonië